# Mario Sergio Valerio
Mario Sergio Valerio, mais conhecido como Mario Sergio ou Mario (Aruanã, 26 de Abril de 1994), é um futebolista brasileiro que atua como lateral-esquerdo. Atualmente, joga pelo Avaí.

## Carreira

### Goiás
Natural de Aruanã, Goiás, Mario iniciou sua carreira no Goiás Esporte Clube.
No dia 22 de janeiro de 2011, ele fez sua estreia profissional em um empate no Serra Dourada no clássico contra o Vila Nova, pelo Campeonato Goiano de Futebol de 2011. Posteriormente retornou à categoria de base do Goiás Esporte Clube para atuar na Taça São Paulo de Futebol Jr, onde foi vice-campeão, sendo decisivo e marcando gols contra os times de Mogi Mirim e São Paulo, onde levou o jogo para os pênaltis e garantiu uma vaga na final para seu time. Após a competição, retornou ao time profissional, sagrando-se campeão estadual na temporada de 2013. Seu primeiro gol como profissional aconteceu em 29 de janeiro de 2020, em uma vitória fora de casa por 3–2 contra o Nacional, pelo Campeonato Paraibano 2020.

### Botafogo-PB
Para a temporada de 2020, o Botafogo da Paraíba anunciou Mário Sergio até o fim do ano, onde atuou em 27 jogos e marcou dois gols e teve quatro assistências.

### Ituano
Em 10 de fevereiro de 2021, foi anunciado pelo Ituano. Onde atuou em 17 partidas no ano de 2021, conquistou o acesso ao Campeonato Brasileiro de Futebol - Série B de 2022, bem como o Título de Campeão do Campeonato Brasileiro de Futebol - Série C de 2021. Tendo realizado uma ótima temporada, Mário assinou com o clube Ituano por mais um ano, para a temporada de 2022, para jogar o Campeonato Paulista de Futebol de 2022 e a Série B, onde atuou por 31 jogos, marcando 2 gols e 4 assistências . Mário conquistou ainda com o clube o Campeonato Paulista Interior de Futebol, obtendo o Título do Troféu do Interior de 2022 e conquistaram vaga na Copa do Brasil de 2023. 
O atleta assinou com o clube Ituano Futebol Clube por mais um ano, para jogar a temporada de 2023 

## Títulos
Goiás
- Vice campeão da Taça São Paulo de Futebol Junior de 2013.
- Campeonato Goiano: 2013

Ituano
- Campeonato Brasileiro - Série C: 2021
- Troféu do Interior de 2022 - Campeão do Troféu do Interior de 2022[10]

Avaí
- Campeonato Catarinense: 2025[11]